# Freddie Cochrane
Freddie „Red“ Cochrane (* 6. Mai 1915 in Elizabeth, New Jersey, USA; † 1. Januar 1993) war ein US-amerikanischer Boxer im Weltergewicht und von 1941 bis 1946 Weltmeister des renommierten Ring Magazine sowie universeller und linearer Weltmeister.